# Marcos Vales Illanes
Marcos Vales Illanes (La Corunya, 5 d'abril de 1975) és un exfutbolista gallec, que ocupava la posició de migcampista.

## Trajectòria
Es va formar a les categories inferiors del Deportivo de La Corunya. Amb el conjunt gallec debuta a primera divisió la temporada 92/93, tot jugant 8 partits i marcant un gol. A l'any següent en jugaria 11. L'estiu de 1994 fitxa per l'Sporting de Gijón. Al club asturià no disposaria de massa oportunitats fins a la campanya 96/97, en la qual assoleix la titularitat. Juga 37 partits i marca un gol.
La temporada 97/98 recala al Reial Saragossa. En l'equip aragonés hi romandria cinc anys, tot combinant èpoques de titularitat amb altres en les quals amb prou feines hi comptava. També va guanyar la Copa del Rei del 2001. Al seu pas per Saragossa destaca la temporada 98/99, en la qual va marcar 6 gols en 32 partits.
Marxaria a les files del Sevilla FC a l'inici de la temporada 02/03, una campanya en la qual disputaria 31 partits i marcaria 3 gols. Seria la seua darrera temporada com a titular, atès que la següent al Sevilla i la 04/05, al RCD Mallorca, tot just apareixeria sobre el camp. Acabada l'etapa mallorquinista, el gallec hi penjaria les botes. Al seu haver hi compta amb 228 partits i 18 gols en la màxima categoria.

## Selecció
Marcos Vales va ser internacional amb la selecció espanyola en una ocasió. També va jugar amb les categories inferiors.